# Перевірка правильності надягання респіратора
 Перевірка правильності надягання респіратора  (respirator seal check, user seal check) — перевірка того, чи правильно надягнений респіратор (у якого лицьова частина щільно прилягає до обличчя — повна маска, півмаска, чвертьмаска), та непроникності самої лицьової частини. Перевірку призначено для зменшення ймовірності потрапляння невідфільтрованого повітря крізь зазори між маскою і обличчям, які можуть виникнути через неправильне надягання (і через можливу відсутність герметичності самої лицьової частини). Перевірка не вимагає спеціального устаткування, і повинна виконуватися працівником кожного разу під час надягання респіратора, а також у всіх випадках, коли він підозрює, що відбувається просочування невідфільтрованого повітря під маску крізь зазори між маскою і обличчям (наприклад, через сповзання маски) або в інших місцях. Дивись, сторінки 69, 97, 224, 252, 271.

## Причини проведення перевірки
Вимірювання захисних властивостей респіраторів, які проводилися безпосередньо під час виконання роботи у виробничих умовах показали, що у респіраторів вони можуть бути дуже різні. Причина мінливості — просочування забрудненого повітря крізь зазори між маскою і обличчям. Такі зазори можуть утворитися через невідповідність маски респіратора обличчю робітника, через сповзання маски під час роботи і через те, що робітник може надягти маску неправильно.
В дослідженні  вимірювалися коефіцієнти захисту респіраторів — півмаски і повно-лицьової маски, у разі носіння респіраторів одними і тими ж людьми в лабораторії при виконанні однакових рухів (Мал. 1 і 2). Виконувалося три виміри кожного дня. У деяких випробувачів коефіцієнти захисту (відношення середньої концентрації аерозолю зовні маски до середньої концентрації під маскою) були дуже різноманітними, і іноді вони великі, а іноді — маленькі. 

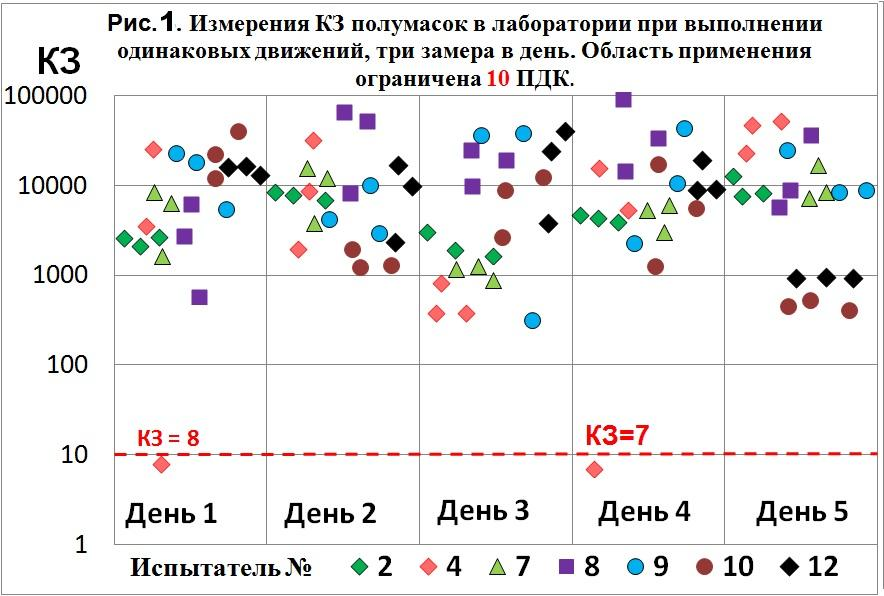
Малюнок 1. Різноманітність коефіцієнтів захисту респіраторів-півмасок при неодноразовому їх надяганні та виконанні повністю однакових рухів одними і тими ж випробувачами в лабораторії. Видно, що коефіцієнти захисту при сповзанні маски через недостатньо правильне надягання можуть стати дуже низькими

Якщо коефіцієнт захисту великий, то маска, в цілому, здатна щільно прилягати до обличчя, і вона приблизно відповідає йому за формою і розміром. Якщо випробувачі виконували однакові рухи (дихали, повертали голову з боку на бік, схиляли вниз і закидали назад, читали текст, бігли на місці), то розмаїтість захисних властивостей значною мірою пояснювалася тим, що респіратор не завжди надягався досить правильно.
Оскільки середнє зниження впливу шкідливих речовин на працівника, дуже залежить від випадків, коли захисні властивості респіратора низькі, то для збереження здоров'я робітників дуже важливо звести їх до мінімуму, зменшити ймовірність неправильного надягання респіратора.
Це і стало причиною того, що при використанні респіраторів в розвинених країнах (у рамках повноцінної програми респіраторної захисту) для збереження здоров'я робітників, роботодавець зобов'язаний навчати і тренувати робітників (використовувати респіратори) правильному надяганню і перевірці правильності надягання респіраторів. Таке навчання повинно проводитися перед початком використання респіраторів, пізніше — періодично (наприклад, раз на рік), і за потреби (якщо під час роботи будуть помічені помилки).
Виконання перевірки навченими працівниками дозволяє виявляти, принаймні, грубі помилки при надіванні респіраторів, і за рахунок цього зменшити пошкодження здоров'я.

## Перевіркинепроникності

### Перевірка еластомірних лицьових частин
Перші згадки про перевірку правильності надягання, стосуються початку двадцятого століття (стор. 42), а перші рекомендації з'явилися в Керівництві по застосуванню респіраторів у 1963 р. Рекомендувалося два способи перевірки — надлишковим тиском та розрідженням. 

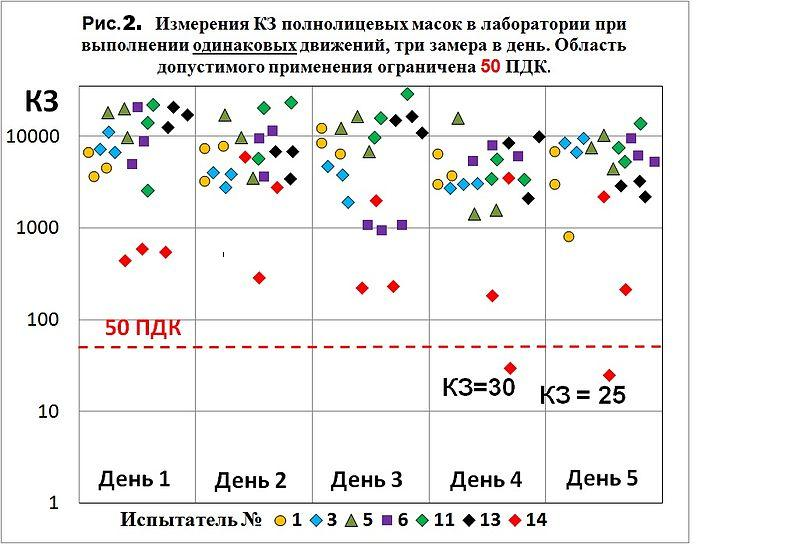
Малюнок 2. Різноманітність коефіцієнтів захисту респіраторів - повно-лицьових масок після неодноразового їх надягання та виконання повністю однакових рухів одними і тими ж випробувачами в лабораторії. Видно, що коефіцієнти захисту у разі сповзання маски через недостатньо правильне надягання можуть стати дуже низькими

- Під час виконання перевірки розрідженням робітник закриває вхідний отвір фільтра долонею руки або відповідним предметом, вдихає — так, щоби маска злегка зіщулилася, і затримує дихання на 10 секунд. Якщо маска залишається в такому (злегка зібганому) стані, і якщо робітник не відчуває проникнення повітря під маску, то маску надягнено задовільно.

- У разі виконання перевірки надлишковим тиском робітник закриває клапан видиху і обережно робить видих — так, щоби під маскою виник невеликий надлишковий тиск. Якщо він не виявляє ніякого витікання повітря по периметру маски, то маска надягнена задовільно.

Ці два способи з невеликими розбіжностями використовуються для перевірки правильності надягання респіраторів з еластомірними, повітронепроникними лицьовими частинами (півмасками і повно-лицьовими масками) і до сьогодні.
1969 року, такі вказівки практично без змін потрапили до стандарту.
У 1980р стандарт доповнили рекомендаціями з перевірки респіраторів, у яких використовується загубник.
1992 року, рекомендації додатково дозволяли перевіряти правильність надягання за рахунок перетискання шланга.

### Перевірка фільтрувальних півмасок
Очевидно, що такі способи не дозволяють перевірити, чи правильно надягнена фільтрувальна півмаска — адже її корпус повітропроникний. Але під час надягання фільтрувальної півмаски потрібно не лише правильно розташувати маску на обличчі, завести гумки наголов'я за голову, але також зазвичай, треба зігнути носову пластинку — чого не потрібно у разі надягання еластомірної маски. Тобто у цьому разі, можливостей помилитися більше, а респіратори — фільтрувальні півмаски широко застосовуються для захисту органів дихання. Для їх перевірки були запропоновані інші способи:
- За відсутності клапана видиху робітник закриває руками поверхню маски, та робить кілька різких вдихів і видихів. Якщо в якихось місцях дотику маски та обличчя, він відчуває рух повітря, то респіратор надягнено недостатньо щільно.

- У разі наявності клапана видиху, робітник закриває руками поверхню респіратора, і робить різкий вдих. Якщо він відчуває рух повітря, то респіратор надягнено недостатньо щільно.

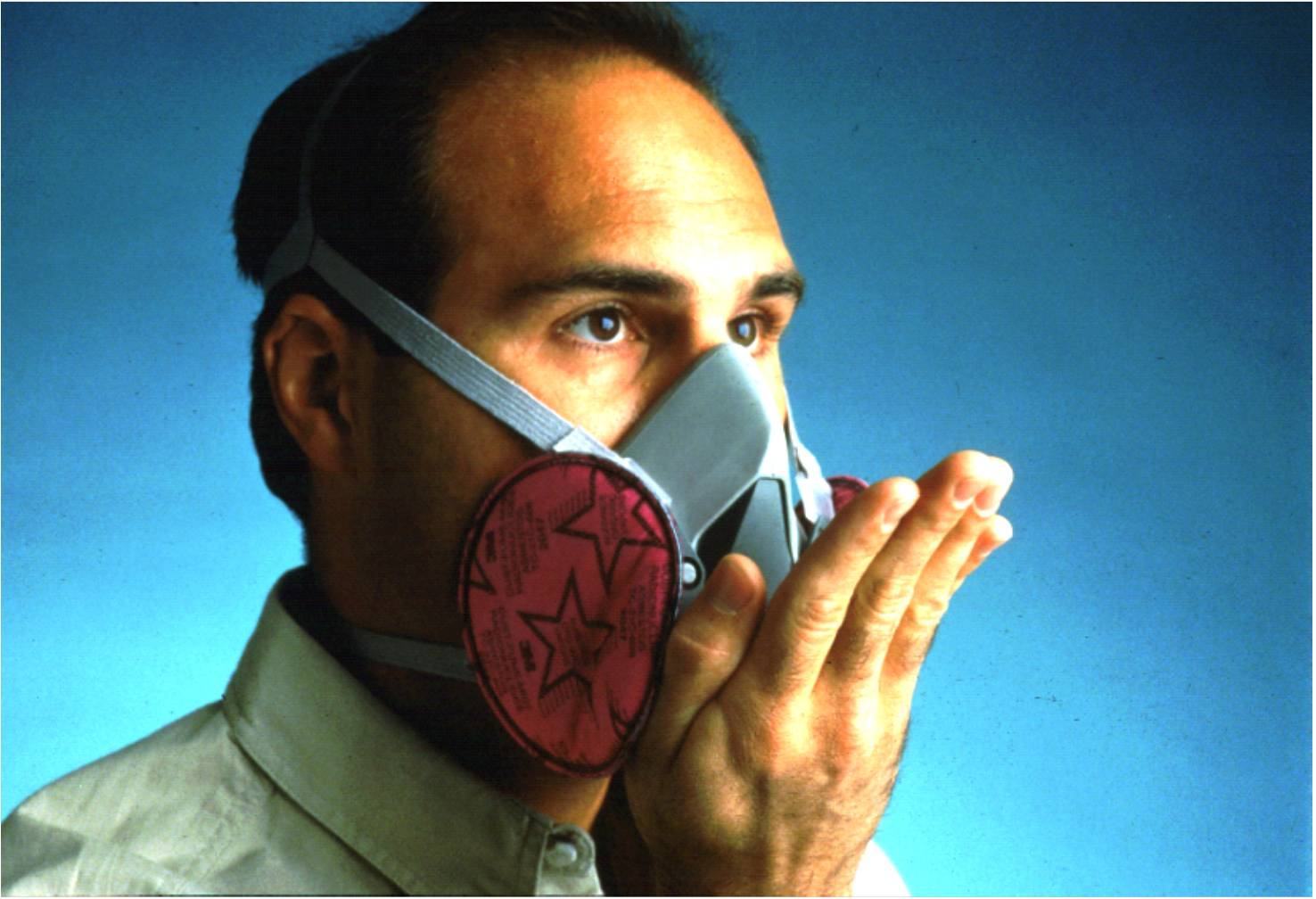
Перевірка правильності надягання еластомірної півмаски надлишковим тиском

В даний час для перевірки правильності надягання можна використовувати й інші способи, пропоновані виробником респіраторів — якщо вони досить дієві.

## Ефективність перевірки
Перевірка правильності надягання не вимагає ніякого вимірювального обладнання, триває декілька секунд і може виконуватися в будь-якому місці — навіть на робочому місці, якщо у співробітника виникли підозри, що маска «сповзла» (або пошкоджена). Але ця перевірка суб'єктивна, і її підсумок залежить від відчуттів робітника. Проводилося два дослідження того, наскільки добре проведення такої перевірки дозволяє виявляти випадки, коли маска респіратора недостатньо щільно прилягає до обличчя. В дослідженні з 195 осіб, які після перевірки правильності надягання вважали що маски надягнені добре, тільки в одного інструментальна перевірка показала, що він помилився, і маска надягнена неправильно. В дослідженні брали участь люди, які не мали досвіду використання респіраторів взагалі, але пройшли короткий курс навчання. Підсумки дослідження показали, що у випадках, коли між маскою респіратора (еластомірної або фільтрувальної) і обличчям були неприпустимо великі зазори, навіть недосвідчені, але навчені люди можуть часто їх виявляти.
Крім того, у дослідженні визначили якість перевірки правильності надягання респіраторів — фільтрувальних півмасок при носінні останніх працівниками медзакладів. Серед досвідчених співробітників, які виконали перевірку і вважали, що респіратор надягнений правильно, лише у 22-30% перевірка з допомогою приладів показала, що просочування невідфільтрованого повітря крізь зазори, перевищує встановлені у США обмеження. Дослідження також підтвердило, що виконання перевірки сприяє збереженню здоров'я робітників.

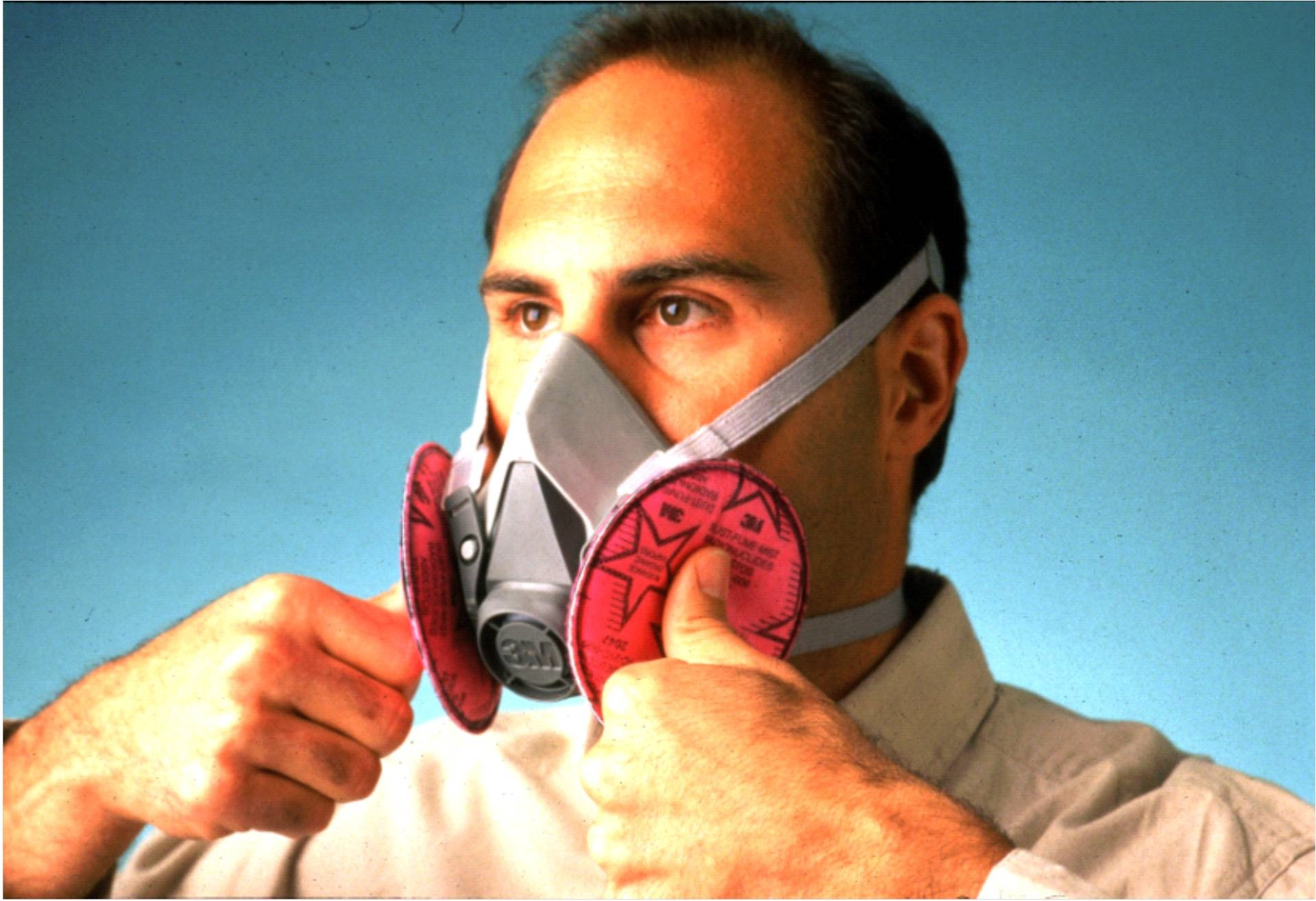
Перевірка правильності надягання еластомірної півмаски 3М серії 6000 розрідженням

## Перевірки використання
Хоча відомі випадки, коли занадто сильне натискання на маску, при перевірці призводило до сповзання правильно надягненого респіратора і утворення зазорів між маскою і обличчям, але в даний час законодавство, що регулює організацію застосування респіраторів, наприклад, у США (див. статтю Законодавче регулювання вибору та організації застосування респіраторів) зобов'язує роботодавця навчати робітників виконання такої перевірки, та вимагати від них виконання під час кожного надягання, оскільки це (в цілому) зменшує ймовірність вдихання неочищеного повітря.
Така перевірка не є заміною  Перевірки ізолювальних властивостей респіратора (яку призначено для підбору маски, відповідної обличчю робітника, і проводиться за допомогою приладів — нечасто), а доповнює її, зменшуючи ймовірність неправильного надягання правильно підібраної маски (при кожному надяганні — без будь-якого обладнання).
У розвинених країнах виробники респіраторів в інструкціях з їх експлуатації, рекомендують певні способи виконання такої перевірки, враховують окремі особливості власних респіраторів.
- На відміну від розвинених країн, в Україні станом на 2010 роки, немає нормативних документів, які зобов'язують роботодавця проводити навчання співробітників правильному використанню респіраторів, а будова респіраторів, розроблених більше 45 років тому, не дозволяє перевіряти, чи правильно їх надягнено, що може сприяти ушкодженню здоров'я. Хоча ще 1938 року, під час розробки проєкту [12] (на 9 стор.) давалися чіткі вказівки щодо обов'язкової перевірки протигазів на герметичність: «25. Кожен робітник, який отримав протигаз на руки, перед використанням повинен перевірити непроникність: а) шолома с приналежними йому частинами, б) гофрованої трубки, в) фільтрувальної коробки. Для цього належить: а) Надягти шолом або маску без коробки, щільно затиснути гофровану трубку в місці її приєднання до патрубку, та зробити глибокий вдих. Якщо повітря під маску не потрапляє — вся система непроникна.… ». Подібними способами перевірки, користувалися пожежники з 1930-х[3].

Помилки під час надягання маски призводять до потрапляння забрудненого повітря до органів дихання і пошкодженню здоров'я.

## Додаткова інформація
В інтернеті є наочні відеозапису перевірки правильності надягання респіраторів різних конструкцій (YouTube «Respirator Seal Check», «User Seal Check»):
- Фільтрувальна півмаска — через 1 хв 30 сек після початку відеоролика.
- Еластомірна напівмаска — на початку запису.
- Повна маска і recreation півмаска — 1 хвилина після початку відеоролика.

- Відеозапис перевірки півмасок, наочно показує їх низькі ізолювальні властивості, і брехливість реклами (російською мовою): на Викискладе; из YouTube (5 хв 36 сек).